# Marina Goglidze-Mdivani
Marina Goglidze-Mdivani (géorgien : მარინა გოგლიძე-მდივანი ; née le 6 octobre 1936 à Tbilissi, RSS de Géorgie, URSS) est une pianiste virtuose soviétique et canadienne d'origine géorgienne.

## Biographie
Marina Goglidze-Mdivani naît le 6 octobre 1936 à Tbilissi, en URSS. Son père, Viktor Goglidzé, est un champion d'échecs. En 1954, elle est diplômée du Conservatoire d'État de Tbilissi avec distinction, recevant la médaille d'or. Elle y suit les cours d'Evgenia Tcherniavskaya. De 1955 à 1960, elle étudie au Conservatoire de Moscou avec Jacob Milstein comme professeur, puis termine des études de troisième cycle sous la tutelle d'Emil Gilels.
Après avoir obtenu son diplôme, elle commence une tournée de huit semaines aux États-Unis, qui se termine le 27 novembre 1963 au Carnegie Hall de New York. Elle est la première musicienne soviétique à jouer en Amérique du Nord. À cette époque, l'imprésario de Marina Goglidze-Mdivani est le célèbre Sol Hurok. Pendant les vingt-cinq années suivantes, de 1966 à 1992, elle est soliste principale de la Société philharmonique de Moscou. 
En 1961, elle remporte le Premier Prix au Concours International Marguerite Long-Jacques Тhibaud à Paris. En 1962, elle participe au deuxième concours international Tchaïkovski, où elle reçoit le 4e prix. 
En 1992, Marina Goglidze-Mdivani se joint à la faculté de l'École de musique Schulich de l'Université McGill à Montréal.

## Premières
| Date       | Lieu   | Compositeur | Composition | Orchestre | Chef d'orchestre | Source |
| ---------- | ------ | ----------- | ----------- | --------- | ---------------- | ------ |
| 1966-03-13 | Moscou | Gubaidulina | Chaconne    |           |                  | [ 4 ]  |

## Discographie
- Tchaikovsky Concerto N1 en si bémol mineur. Concerts Colonne Pierre Dervaux. 1962, Pathé Marconi
- Mussorgsky Les Tableaux D'Une Exposition, Mendelssohn Variations Sérieuses. 1963, Pathé Marconi
- Weinberg, Schubert, Haydn. 1964, Melodiya
- Prokofiev Concerto N3, Chef d'orchestre G.Rozhdestvensky, 1963, Melodiya
- Taktakishvili Concerto N1, Chef d'orchestre Taktakishvili, 1968, Melodiya